# Die Schwarzwaldklinik/Staffel 1
Die erste Staffel der deutschen Fernsehserie Die Schwarzwaldklinik besteht aus 23 Episoden, wobei die Folgen 1/2 und 14/15 aus Doppelfolgen bestehen, so dass sich 25 Einzelfolgen ergeben.
Hinweis zur Folge 21 Gewalt im Spiel: Gegen diese Folge gab es bei der Erstausstrahlung massive Proteste wegen der Darstellung einer Vergewaltigung und der nachfolgenden Selbstjustiz. Daraufhin wurde die Originalfassung der Folge indiziert. Am 16. September 1987 strahlte man eine überarbeitete Fassung mit Kürzungen und alternativen Szenen aus. Zwar wurde die indizierte Folge im Februar 1991 freigegeben und die Indizierung aufgehoben, es blieb aber bei Wiederholungen der Serie dabei, dass die Folge Gewalt im Spiel übersprungen und nicht mehr gezeigt wurde. Erstmals wieder ausgestrahlt wurde sie am 17. April 2002 aber nicht in der ursprünglichen Fassung, sondern nur in der überarbeiteten. In anderen Ländern hingegen wird die Originalfassung gezeigt.
Hinweis zur Folge 23 Steinschlag: Diese Folge, die am 15. Februar 1986 erstmals ausgestrahlt werden sollte, wurde zurückgehalten und erst am 30. September 1987 in einer überarbeiteten Fassung gezeigt. Bei späteren Wiederholungen der Serie wurde sie dann weggelassen. Regelmäßig ausgestrahlt wird sie erst wieder seit dem 19. April 2002. Auf der entsprechenden DVD ist eine abweichende Fassung vorhanden, teils mit erweiterten, teils aber auch mit gekürzten Szenen. Vermutlich handelt es sich bei keiner Fassung um die ursprünglich gedrehte Version.
Eine Gesamtedition (30 Jahre Jubiläumsedition) inklusive der beiden Specials Die Schwarzwaldklinik – Die nächste Generation und Die Schwarzwaldklinik – Neue Zeiten ist auf DVD erschienen.

## Episoden
| Nr. | Originaltitel                | Erstausstrahlung D | Regie             | Drehbuch            |
| --- | ---------------------------- | ------------------ | ----------------- | ------------------- |
| 1 + 2 | Die Heimkehr, Teil 1 und 2   | 22. Okt. 1985      | Alfred Vohrer     | Herbert Lichtenfeld |
| Prof. Klaus Brinkmann, ein erfolgreicher Chirurg, kehrt nach der Trennung von seiner langjährigen Freundin, der Anästhesistin Elena Bach, in seinen Geburtsort zurück und wird Chefarzt der Schwarzwaldklinik. Begleitet wird er von seiner Haushälterin Käti, die gemeinsam mit ihm in Brinkmanns Elternhaus einzieht, das bislang nur von seinem Sohn Udo bewohnt wurde. Dieser ist ebenfalls Arzt in der Klinik und gerät mit seinem Vater über bestehende unterschiedliche Lebensauffassungen wiederholt in Streit. Darüber hinaus gibt Udo seinem Vater eine Mitschuld am tragischen Tod der Mutter. Unter Alkoholeinfluss kollidiert Friedhelm Hensle mit dem Wagen eines Ehepaares. Der schwer verletzte Ehemann stirbt kurz nach der Einlieferung in die Klinik, während Hensle sich mit einem Kreuzbandriss im Knie von den Ärzten und Pflegern nicht gut behandelt fühlt, nachdem er zuvor bereits Brinkmann bei einem Überholmanöver mit seiner riskanten Fahrweise gefährdet hatte. Die Verlobte Hensles ist Tochter des Chefs der einflussreichen Großmann-Industriewerke. Dieser hätte lieber seinen Schwager, Oberarzt Schäfer, als Leiter der Schwarzwaldklinik gesehen. Mit einer komplizierten Operation gelingt es Brinkmann, der schwer erkrankten jüngsten Tochter Großmanns das Leben zu retten. Derweil tröstet die schwangere Patientin Susanne Fitz ihre depressive Bettnachbarin Melanie Wieck, die früher eine kurze Beziehung mit ihrem Ehemann Eugen Fitz hatte. Die unheilbar krebskranke Patientin Gerda Beck befürchtet, dass ihr Mann Gerhard den bevorstehenden Verlust nicht bewältigen kann. Vor ihrem Tod versucht sie, ihm seine Ängste zu nehmen. Gastdarsteller: Marie-Luise Marjan: Susanne Fitz, Patientin; Werner Kreindl: Eugen Fitz, Oberbaurat; Dirk Galuba: Friedhelm Hensle; Christiane Krüger: Tochter des Fabrikanten Großmann; Katerina Jacob: Melanie Wieck, Patientin; Herbert Tiede: Professor Schiermann, Vorgänger Prof. Brinkmanns als Chefarzt; Maria Körber: Gerda Beck, krebskranke Patientin; Udo Thomer: Gerhard Beck; Hans Paetsch: Landrat Mühlner; Gerd Duwner: Patient Exle; Ursula Sieg: Frau Kirsch; Simon Jäger: Werner Kirsch; Harry Kalenberg: Herr Großmann; Thomas Karallus: Stengelmeier, Polizeimeister; Ingeborg Lapsien: Schick, Patientin; Renate Langer: Udos Flirtpartnerin |                              |                    |                   |                     |
| 3 | Hilfe für einen Mörder       | 23. Okt. 1985      | Alfred Vohrer     | Herbert Lichtenfeld |
| Professor Klaus Brinkmann und die Krankenschwester Christa Mehnert kommen sich privat näher, während Elena Bach sich um eine freie Stelle in der Schwarzwaldklinik bewirbt. Der wegen Mordes zu lebenslanger Haft verurteilte Häftling Max Ocker wird aus der Justizvollzugsanstalt in die Schwarzwaldklinik gebracht, um ein sich im akuten Stadium befindendes Darmgeschwür behandeln zu lassen. Als gleichzeitig Anton Lug von der Bergwacht eingeliefert wird, der sich bei einem Rettungseinsatz schwere Verletzungen zugezogen hat, gehen die Meinungen zur Behandlungsreihenfolge bei Ärzten, Patienten und der Presse auseinander. Prof. Brinkmann trifft die aus medizinischer Sicht notwendige Entscheidung, Ocker zuerst zu operieren. Anton Lugs Zustand verschlechtert sich derweil zusehends. Udo Brinkmann und Dr. Rens kämpfen auf der Intensivstation um sein Leben und können ihn retten. In der Klinik befindet sich auch Ivo Schultze als Patient, ein Reporter. Er wittert eine Story und gibt entsprechende Hinweise weiter. In der Zeitung wird daraufhin ein Artikel veröffentlicht, der plakativ titelt „Mörder wichtiger als Lebensretter“. Dadurch wird bei den Patienten bekannt, dass sich ein verurteilter Straftäter unter ihnen befindet, was Unruhe auslöst. Wegen der Schwere der Anschuldigungen gegen Brinkmann schaltet sich die Ärztekammer ein. Gastdarsteller: Ingolf Gorges: Max Ocker, Patient und Strafgefangener; Klaus Herm: Ivo Schultze, Reporter; Bernd Helfrich: Anton Lug, Bergretter; Kathi Leitner: Frau Lug; Georg Einerdinger: Bewacher von Max Ocker |                              |                    |                   |                     |
| 4 | Der Weltreisende             | 26. Okt. 1985      | Alfred Vohrer     | Herbert Lichtenfeld |
| Professor Brinkmann lädt Schwester Christa zu einem klassischen Konzert ein, wird von ihr jedoch versetzt, als sie erfährt, dass Elena Bach neue Anästhesistin in der Schwarzwaldklinik geworden ist. Udo Brinkmann, der Christa zuvor erfolglos umworben hatte, verabredet sich mit der jungen unerfahrenen Lernschwester Elke im Bootshaus. Deren eifersüchtiger Freund Lukas verfolgt die beiden und verletzt Udo bei einem Handgemenge im Gesicht. Damit endet Udos Interesse an Elke vorerst. Der Landstreicher und Lebenskünstler Arthur Wilkens wird mit einem gebrochenen Knöchel in die Schwarzwaldklinik eingeliefert. Da für ihn kein Sozialamt zuständig ist, übernimmt Brinkmann die Kosten und erwartet von Wilkens nach dessen Genesung, dass dieser die Schulden durch Arbeiten im Garten und Hacken von Holz abarbeitet. Alois Bischle, ein betagter Zimmergenosse von Wilkens, wird gegen seinen Willen auf Drängen seines Sohnes und dessen Frau in eine moderne Großklinik nach Frankfurt zwecks angeblich besserer medizinischer Versorgung verlegt. Bischle hält es in der ungemütlichen Umgebung nicht lange aus und reist spontan in der Nacht wieder zurück, die er schlafend auf einer Bank vor dem Klinikeingang verbringt. Gastdarsteller: Heinz Reincke: Arthur Wilkens, launiger Weltreisender und Patient; Sigfrit Steiner: Alois Bischle, Patient; Eva Christian: Alois Bischles Schwiegertochter; Rolf Becker: Alois, Bischles Sohn; Max Strecker: Hopf, Patient; Rainer Hunold: Lukas, Schwester Elkes Freund |                              |                    |                   |                     |
| 5 | Sterbehilfe                  | 27. Okt. 1985      | Alfred Vohrer     | Herbert Lichtenfeld |
| Klaus Brinkmann und Schwester Christa besuchen das Konzert nun getrennt. Von Käti bestärkt, lädt Brinkmann Christa dann aber doch auf einen Kaffee zu sich nach Hause ein und bringt sie anschließend zu ihrer Wohnung. Zum Abschied küssen die beiden sich erstmals. Udo ist über das Verhältnis zwischen seinem Vater und Christa verärgert. Um sie gefügig zu machen, vertauscht er heimlich Medikamente in der Klinik, für deren Ausgabe Christa verantwortlich ist. Klaus kommt dahinter und legt seinem Sohn nahe, an eine andere Klinik zu wechseln. Der Landarzt Dr. Marker wird zum alten Bauern Lutz gerufen, der unheilbar krank ist und eine Überdosis Schlaftabletten genommen hat. Marker hält Sterbewache und unterlässt in der Überzeugung, Lutz einen selbstbestimmten Tod zu ermöglichen, eventuelle lebensverlängernde Maßnahmen. Nach dem Ableben seines Vaters verklagt dessen Sohn Michael den Arzt. Brinkmann und sein Studienfreund Marker diskutieren ihre unterschiedlichen Ansichten zum ethisch umstrittenen Thema. Indes rettet Elena Bach ein altes Ehepaar, das wegen unerträglicher Schmerzen nicht mehr leben wollte. Auf der Intensivstation wird sie mit schweren Vorwürfen seitens der Ehefrau konfrontiert. Brinkmann wird durch diesen Vorfall nachdenklich. Bei seinem Auftritt als Sachverständiger vor Gericht ergreift er Partei für Marker, der somit seine ärztliche Zulassung behalten kann. Gastdarsteller: Wolfgang Kieling: Landarzt Dr. Ignaz Marker; Wolfgang Büttner: Fritz Lutz, Bauer; Nino Korda: Sohn von Bauer Lutz; Lisa Helwig: Frau Hase; Hans Häckermann: Herr Hase; Marianne Kehlau: Frau Martin, Pflegerin von Bauer Lutz; Uwe Dallmeier: Stoll; Bauer Ulrich Matschoss: Richter |                              |                    |                   |                     |
| 6 | Die Entführung               | 3. Nov. 1985       | Alfred Vohrer     | Herbert Lichtenfeld |
| Schwester Christa möchte ihren Geburtstag gemeinsam mit dem Professor bei einem romantischen Abendessen feiern. Als dieser wegen einer Geiselnahme nicht erscheint, gibt sie der Polizei einen wichtigen Hinweis zur Ergreifung der Täter. Nachdem Brinkmann am frühen Morgen freigelassen worden ist, überreicht er Christa sein Geschenk dann doch noch. Heinz, Willi und Mattes überfallen eine Bank, wobei Heinz auf der Flucht von der Polizei angeschossen wird. In einer abgelegenen Hütte stellen die Bankräuber fest, dass Heinz dringend ärztliche Behandlung benötigt. Willi und Mattes entführen Prof. Brinkmann und bringen ihn zu dem Verletzten. Während Käti im Haus als Geisel gehalten wird, entfernt Brinkmann in der Klinik das Projektil aus dem Oberarm von Heinz. Den Ermittlern gelingt es, die Verfolgung bis zum Versteck aufzunehmen. In einer verlassenen Fabrik kommt es nach der Verhaftung von Willi und Mattes zu einer weiteren Schießerei, bei der Heinz schwer verletzt wird. Er stirbt kurz nach seiner erneuten Einlieferung in die Klinik. Gastdarsteller: Arthur Brauss: Mattes, Bankräuber; Udo Wachtveitl: Heinz, Bankräuber; Gudo Hoegel: Willi, Bankräuber; Hans Stadlbauer: Polizist, der Heinz anschießt; Friedrich G. Beckhaus: Helmut, Leiter der Polizeisonderkommission, die nach den Bankräubern fahndet; Willi Röbke: gelockter Polizist; Rainer Rudolph: weiterer Polizist |                              |                    |                   |                     |
| 7 | Die Wunderquelle             | 9. Nov. 1985       | Alfred Vohrer     | Herbert Lichtenfeld |
| Udo Brinkmann sucht vergeblich nach einer neuen Anstellung und zieht wieder bei seinem Vater ein. Bei einer Aussprache klären Klaus und Elena den Status ihrer Beziehung: Beide möchten in Zukunft freundschaftlich miteinander verbunden bleiben, obwohl Elena mehr erhofft hat. Schwester Christa fährt nach Sylt in den Urlaub und wird von Klaus zum Bahnhof gebracht. Zu ihrer Überraschung begleitet er sie auf der Reise, um an einem Ärztekongress in Westerland teilzunehmen. Eine Wasserquelle mit vermeintlich heilsamen Eigenschaften zieht Menschenmassen in den Schwarzwald, seitdem der ehemalige Patient der Schwarzwaldklinik Bruno Latschy auf unerklärliche Weise wieder sehen kann. Prof. Brinkmann zweifelt an der Geschichte und gibt eine Laboranalyse in Auftrag, bei der ein erhöhter Anteil an Kolibakterien im Wasser gefunden wird. Friedrich Schachner, Bürgermeister des angrenzenden Ortes Finzingen, ist über die schlechte Presse verärgert und befürchtet einen Rückschlag bei der Belebung der heimischen Wirtschaft durch den angestiegenen Fremdenverkehr. Auch Käti ist zunächst von der Wirkung des Wundermittels überzeugt, lässt sich aber eines Besseren belehren, als sie Darmbeschwerden bekommt. Weitere Gutachten führen letztlich zur Schließung der Quelle. Unterdessen bricht der Assistenzarzt Dr. Rens im Dienst mit Verdacht auf Blinddarmentzündung zusammen. Er hat Angst vor der Operation und verlässt die Klinik zu seiner angeblich kranken Mutter. Mit akuten Beschwerden wird er erneut in die Klinik eingeliefert und erfolgreich operiert. Gastdarsteller: Walter Schultheiß: Friedrich Schachner, Finzingens Bürgermeister; Jens Scheiblich: Metzger; Camilla Horn: Dr. Rens’ Mutter; Eleonore Brunken: Frau Rens; Anja Kruse: Udos Flirtpartnerin; sowie Frederike Brueheim, Edda Renger, Michael Habesch, Werner Heinrichmöller, Dagobert Walter |                              |                    |                   |                     |
| 8 | Die Schuldfrage              | 17. Nov. 1985      | Alfred Vohrer     | Herbert Lichtenfeld |
| Professor Brinkmann, der sich mit Schwester Christa auf Sylt befindet, nimmt dort an einem Ärztekongress teil, während Christa Urlaub macht. Elena Bach verunglückt in dieser Zeit schwer mit ihrem Auto und zieht sich lebensgefährliche Verletzungen zu. Auf der Intensivstation der Schwarzwaldklinik kämpft man um ihr Leben. Da Brinkmanns Vertretung, Professor Brösinger aus Freiburg, wegen eines anderen Notfalls nicht sofort kommen kann, versucht Udo Brinkmann verzweifelt, seinen Vater auf Sylt zu erreichen, allerdings vergeblich. Erst als er sich unter Christas Urlaubsadresse nach seinem Vater erkundigt, erreicht er ihn. Inzwischen ist Brösinger eingetroffen, der eine sofortige Operation aber für zu gefährlich hält. Brinkmann fliegt in großer Sorge um Elena in einer Privatmaschine zurück. Als er in der Klinik eintrifft, ist sie tot – eine Embolie. Udo erzählt seinem Vater, dass Elena nicht mehr aus ihrer Bewusstlosigkeit erwacht sei. Der Tod seiner ehemaligen Lebensgefährtin nimmt den Professor schwer mit. Dann muss er auch noch mit anhören, welche schweren Vorwürfe sein Sohn gegen ihn in einem Gespräch mit Käti erhebt. Das, was sein Vater jetzt mit Elena gemacht habe, entspreche genau dem, was er vor zwölf Jahren mit seiner Mutter gemacht habe: er sei mit einer neuen Frau zusammen, sei dann unerreichbar und ziehe sodann die große Trauerarie ab. Elena habe innerhalb kurzer Zeit drei Informationen erhalten: die erste, dass sein Vater auf Sylt sei, die zweite, dass auch Schwester Christa auf Sylt sei und die dritte, dass ihr ihre Rückkehr ins Klinikum nach Karlsruhe verbaut sei. Dann sei sie mit 100 km/h gegen einen Baum gerast, ohne angeschnallt gewesen zu sein. Es ist allerdings so, dass Elena Bach einem Motorradfahrer ausweichen musste, der ihr verbotswidrig auf ihrer Straßenseite entgegenkam. Brinkmann zeigt sich Käti gegenüber davon überzeugt, dass sie sich nicht habe umbringen wollen. Gastdarsteller: Karl-Heinz Hess: Arzt an der Klinik: Peter Maertens: Prof. Brösinger, Wolfgang Kieling: Dr. Marker; sowie Karl-Heinz Hess: Autofahrer, der Elena nach dem Unfall findet |                              |                    |                   |                     |
| 9 | Der Dieb                     | 23. Nov. 1985      | Alfred Vohrer     | Herbert Lichtenfeld |
| Als Erna und Erwin Mattke ihre Mieterin Frieda Baskow bewusstlos in deren Wohnung finden, alarmieren sie den Notarztwagen der Schwarzwaldklinik. Zufällig gehört zu dessen Besatzung an diesem Tag auch Mischa, der als Krankenpfleger in der Schwarzwaldklinik arbeitet, da er Wehrdienstverweigerer ist. Mischa kennt Frau Baskow, da er sich in seiner Freizeit um sie kümmert. Um den Kulturbeutel der alten Dame zu holen, begibt er sich noch einmal allein in deren Wohnung. Beobachtet wird er dabei von Frau Baskows jüngerer Schwester, Frau Schneider. Als diese später 450 DM vermisst, die sich in der Wohnung ihrer Schwester befunden hätten, erstattet sie Anzeige gegen Mischa. Ihr geht es nicht um das Wohlbefinden ihrer Schwester, sondern nur um ein eventuelles Erbe. Mischa wird vor aller Augen von der Polizei in der Schwarzwaldklinik abgeholt. Er hat einen neuen Fernseher dabei, den er sich gerade gekauft hat. Das Gerät hat 450 DM gekostet. Als die Beamten dann auch noch eine alte Uhr finden, die vom Ehemann von Frau Basko stammt, ist das auch nicht gerade hilfreich. Mischa versichert jedoch, dass die alte Dame ihm die Uhr geschenkt habe, weil er der einzige sei, der sich um sie gekümmert habe. Die Polizisten glauben jedoch, das sei eine Schutzbehauptung. Prof. Brinkmann glaubt Mischa sofort, allerdings ist Oma Baskow in der Nacht verstorben und kann so auch nicht mehr aussagen, dass sie Mischa die Uhr geschenkt hat. Erna Mattke hat sich doch noch durchgerungen, zuzugeben, dass sie die 450 DM genommen hat, da es sich bei dem Betrag um zwei noch ausstehende Monatsmieten gehandelt habe. Auf der Polizeibehörde erfährt Mischa, dass das Verfahren gegen ihn eingestellt worden sei. Christa kündigt in der Schwarzwaldklinik, einerseits, weil die Zusammenarbeit dadurch gestört wird, dass alle inzwischen erfahren haben, dass sie mit dem Professor zusammen ist und einige von ihnen nicht recht wissen, wie sie sich ihr gegenüber nun verhalten sollen, aber auch, um sich darüber klar zu werden, wie es mit ihr und Klaus Brinkmann aber auch mit ihrer beruflichen Zukunft weitergehen soll. Gastdarsteller: Jochen Schroeder: Mischa, Pfleger; Bruni Löbel: Erna Mattke, Vermieterin; Dirk Dautzenberg: Erwin Mattke; Elisabeth Goebel: Oma Baskow; Eva Zlonitzky: Frau Schneider; Rolf Mamero: Herr Schneider; Manfred Günther, Michael Schwarzmaier: Polizisten; Hans Paetsch: Landrat Mühlner sowie Joseph Vogt und Jürgen Wulf: lebhafte Patienten |                              |                    |                   |                     |
| 10 | Der Kunstfehler              | 1. Dez. 1985       | Alfred Vohrer     | Herbert Lichtenfeld |
| Bodo Buderius, ein hochbegabter Pianist, steht am Anfang einer verheißungsvollen Karriere, als er mit peinigenden Schmerzen am Daumen in die Schwarzwaldklinik eingeliefert wird. Als sich herausstellt, dass sein Daumen für immer steif bleiben wird, geht für Buderius eine Welt unter. Dr. Uwe Barthels, Arzt in der Klinik von Eibenkirchenhausen, in der sich Buderius zuvor behandeln ließ, ist offenbar ein Behandlungsfehler unterlaufen. Barthels gilt als kompetent in seinem Beruf, er war einst Musterschüler seines Doktorvaters Professor Brinkmann. Dieser kommt zu dem Ergebnis, dass Barthels einen Fehler begangen hat. In einem Prozess soll Brinkmann als Zeuge aussagen. Von seiner Aussage hängt es mit ab, wie hoch Buderius’ eventuelle Entschädigung sein wird, sollte dem Arzt eine Schuld nachgewiesen werden können. Barthels wird zu einer Entschädigung von 8000 DM verurteilt, die weitergehende Klage wird abgewiesen. Brinkmann hat sich jedoch schon mit Barthels Vater, seinem besten Freund und Weinbaubesitzer, abgesprochen, der bereit ist, Buderius ein dreijähriges Stipendium über insgesamt 36.000 DM zu finanzieren, damit er Dirigent werden kann. Buderius verzichtet daraufhin darauf, wie ihm von seinem Anwalt empfohlen, Berufung gegen das Urteil einzulegen. Das bedeutet, dass die Angelegenheit auch für Uwe Barthels glimpflich ausgeht. Die neue Anästhesistin, Frau Dr. Katarina Gessner (Ilona Grübel), gibt ihren Einstand. Udo Brinkmann interessiert sich ernsthaft für die neue Kollegin. Gastdarsteller: Martin Halm: Bodo Buderius, Pianist und Patient; Alexander May: Gustav Barthels, Weingutbesitzer; Heinz Ehrenfreund: Dr. Uwe Barthels; Otto Stern: Prof. Runge; Andrea Schober: Bekannte von Udo; Paul Edwin Roth: Amtsrichter; Anneliese Rothenberger: sie selbst; sowie Otto Stern, Edgar Frank, Horst Keitel, Karl Peter Otter |                              |                    |                   |                     |
| 11 | Die Mutprobe                 | 7. Dez. 1985       | Alfred Vohrer     | Herbert Lichtenfeld |
| Bertram, Hannes und Gundi sind mit dem Fahrrad unterwegs. Alle drei sind 17 Jahre alt und buhlen darum, wer Gundi zur Freundin bekommt. Diese hat beide Jungen gern, ist jedoch an einer weitergehenden Beziehung nicht interessiert. Die Jungen versuchen trotzdem alles, um auf sich aufmerksam zu machen. Als die beiden Jugendlichen ein Wettrennen in einer Höhle veranstalten, klemmt sich Bertram den Fuß in einer Felsspalte ein. Als er nicht wieder aus der Höhle herausfindet, macht Hannes sich auf die Suche nach ihm, während Gundi Hilfe in einem nahen Bauernhof erbittet. Der Sohn des Bauern Bolt, der Polizist ist und zufällig der Bergwacht angehört, kommt mit zur Höhle, stürzt bei seiner Suche nach Bertram aber ab. Inzwischen hat auch Bertrams Vater, Oberarzt Dr. Schäfer, von dem Vorfall erfahren. Er macht sich trotz seines Rheumas zur Höhle auf und findet seinen Sohn. In der Klinik stellt man bei Bertram einen Knöchelbruch fest. Viel schlimmer ist jedoch, dass Georg Bolt, der junge Mann, der helfen wollte, in den Tod gestürzt ist. Hannes und Gundi machen sich bittere Vorwürfe über den Ausgang dieser überflüssigen Mutprobe. Von seinem Bettnachbarn erfährt jetzt auch Bertram, der sich gerade noch über den glimpflichen Ausgang dieses Abenteuers freute, vom Tod des jungen Bolt, der ihn hatte retten wollen. Professor Brinkmann macht Christa einen Heiratsantrag und erklärt ihr gleichzeitig, dass er ihr Medizinstudium finanzieren werde, damit er nicht mehr ewig lange auf sie warten müsse, denn jetzt wolle er mit ihr zusammen sein. Kurz darauf bekommt Christa ihre Zulassung zum Studium. Udo indes tut sich schwer mit seiner Zuneigung zu Frau Dr. Katarina Gessner und erzählt Käti, dass diese Frau wahrscheinlich eine Nummer zu groß für ihn sei. Käti bestärkt ihn jedoch darin, ihr einfach zu sagen, was er für sie empfinde und schlägt vor, ihr Blumen zu schenken. Als Udo in der Klinik eintrifft stellt er überrascht fest, dass Katarina eine Tochter hat. Brinkmann führt ein Gespräch mit Dr. Schäfer, der ihm gesteht, dass sein Rheuma schlimmer werde. Brinkmann ist der Meinung, dass Schäfer mit dem Operieren möglichst sofort aufhören sollte, bevor noch etwas passiere. Gastdarsteller: Bettina Redlich: Gundi; Philipp Moog: Hannes; Alexander Wussow: Bertram Schäfer, verunglückter Sohn Dr. Schäfers; Alwy Becker: Dr. Schäfers Frau; Marco Kröger: Bertrams Bettnachbar; Fred „Feuerstein“ Braeutigam: Polizeihauptwachtmeister Georg Bolt; sowie Werner Cartano |                              |                    |                   |                     |
| 12 | Vaterschaft                  | 15. Dez. 1985      | Alfred Vohrer     | Herbert Lichtenfeld |
| Franziska Minsinger, eine Abiturientin, wird mit leichten Verletzungen in die Schwarzwaldklinik eingeliefert. Die junge Frau steht kurz vor der Entbindung. Sie will den Vater ihres Kindes, Stefan Malewsky, der ihr einen Antrag gemacht hat, auf keinen Fall heiraten. Franziskas Mutter hat sich auf die Seite von Stefan geschlagen, da sie nicht verstehen kann, was in ihrer Tochter vor sich geht, deren unkonventionelle Art sie noch nie verstanden hat. Als Pfleger Mischa und Franziska sich das erste Mal sehen, bleibt das nicht ohne Auswirkungen auf beide. Da Mischas Zivildienst in der Klinik sich dem Ende zuneigt, möchte er sein Studium wieder aufnehmen und die Stadt verlassen, weshalb er Franziska anbietet, seine Wohnung zu übernehmen. Franziska ist mit ihrer Familie zerstritten und braucht deshalb eine neue Bleibe. Nachdem es erst so aussieht, als verabschiede sich Mischa endgültig von Franziska, steht er überraschend wieder vor der Tür. Franziska gesteht ihm mit Tränen in den Augen, dass sie ihn liebt, worauf er erwidert, dass er genauso empfinde. Dr. Gessners Scheidung ist durch. Udo tut sich schwer damit, dass Katarina auch nach der Scheidung noch eine ziemlich reiche Frau ist, zumal ihr geschiedener Mann ihr noch eine Villa an der Algarve überlässt. Katarina findet das ziemlich absurd. Udo meint augenzwinkernd, wenn es sein müsse, dann heirate er eben eine reiche Frau. Nur wenig später teilt er seinem Vater mit, dass er und Katarina sich an dessen Hochzeitstag verloben wollen. Der Professor heißt Katarina als Schwiegertochter in der Familie willkommen. Brinkmann indes muss Käti, die sich Prospekte von Seniorenheimen hat kommen lassen, klarmachen, dass er sie brauche und keinesfalls gehen lassen werde. Gastdarsteller: Marion Kracht: Franziska Minsinger, schwangeres Mädchen Eva Kotthaus: Franziskas Mutter; Volker Eckstein: Stefan Malewsky, Vater von Franziskas Kind; Gertrud Nothhorn: Frau Busse |                              |                    |                   |                     |
| 13 | Die falsche Diagnose         | 21. Dez. 1985      | Alfred Vohrer     | Herbert Lichtenfeld |
| Landarzt Dr. Marker stellt bei dem Schüler Imo Lindemann die Diagnose „Verdacht auf Blinddarmentzündung“. Nachdem Professor Brinkmann und dessen Sohn Udo den jungen Mann untersucht haben, attestieren sie ihm, dass er kerngesund sei. Urplötzlich verschlechtert sich Imos Zustand dramatisch. Eine riskante Operation in der Klinik von Eibenkirchenhausen rettet sein Leben. Der Blinddarm war durchgebrochen. Chefarzt Runge teilt Brinkmann mit, dass die Eltern Klage gegen ihn beziehungsweise die Schwarzwaldklinik erheben wollen und lässt durchblicken, dass er Brinkmanns Diagnose nicht verstehe. Der Zufall will es, dass Udo den eigentlich im Krankenhaus liegenden Imo auf seinem Fahrrad sieht. Er versteht das nicht, da es so gut wie unmöglich ist, dass der Junge nach einer solch schweren Operation schon wieder aus der Klinik entlassen worden ist. Wie soll er auch ahnen, dass Imo und sein Freund Ralf die Rollen getauscht haben. Da Ralf die Flucht ergreift, besucht Udo den tatsächlichen Imo im Krankenhaus, wo sich alles aufklärt. Imo wollte mit auf eine anstehende Klassenfahrt und hat deshalb seinen Freund überredet, sich an seiner Stelle untersuchen zu lassen. Nachdem der Fall Lindemann einen Schatten über die anstehenden Hochzeitsfeierlichkeiten und die standesamtliche Trauung gelegt hat, ist zur kirchlichen Trauung wieder alles in Ordnung und ein Paar, dem man das Glück ansieht, verlässt entspannt die Kirche. Zur selben Zeit findet auch die Taufe von Franziskas Kind statt, sie und Mischa wollen demnächst ebenfalls heiraten. Die Hochzeitsfeier der Brinkmanns findet im großen Rahmen und mit vielen Gästen statt, unter denen sich auch ein Großteil des Klinikpersonals befindet. Gastdarsteller: Corinna Genest: Mutter von Imo Lindemann; Oliver Korittke: Imo Lindemann; Ulrich Beiger: Vater von Imo Lindemann; Volker Eckstein: Stefan Malewsky; Heinz Ehrenfreund: Dr. Uwe Barthels; Alexander May: Gustav Barthels, Weingutbesitzer; Marie-Luise Marjan: Susanne „Susannchen“ Fitz; Werner Kreindl: Eugen Fitz, Oberbaurat; Roger Hübner: Ralf, Imos Freund; Otto Stern: Professor Runge; Rainer Hunold: Freund von Schwester Elke; Wolfgang Kieling: Dr. Marker; Hans Paetsch: Landrat Mühlner; Walter Schultheiß: Friedrich Schachner, Bürgermeister; Marita Fliege: Sprechstundenhilfe bei Dr. Marker |                              |                    |                   |                     |
| 14 + 15 | Der Versager, Teil 1 und 2   | 2. Jan. 1986       | Hans-Jürgen Tögel | Herbert Lichtenfeld |
| Teil 1: Nachdem der Stuntman Harry Poser einen schweren Unfall bei Filmaufnahmen erlitten hat, wird er in die Schwarzwaldklinik eingeliefert. Zwischen ihm und Schwester Elke entsteht ein besonderes Verhältnis, was nicht unbemerkt bleibt. Prof. Brinkmann bittet Elke, den Patienten schonend darauf vorzubereiten, dass sein Knie steif bleiben werde, sodass er seinen Beruf als Stuntman nicht mehr ausüben könne. Elke hat ihm zuvor versichert, dass das zwischen ihr und Poser eine ernste Angelegenheit sei. Brinkmann macht sich aber auch Sorgen um seinen Assistenzarzt Werner Sager, der den Aufgaben eines Arztes so gar nicht gewachsen zu sein scheint. Ein weiteres Problem lässt sich schneller lösen. Frau Schröder will Brinkmanns Rat bezüglich einer Schönheitsoperation, da ihr Mann gerne jungen Frauen nachschaue. Sie denkt über ein Brustimplantat nach. Brinkmann kann ihr das ausreden und meint, ihr kleiner dicker glatzköpfiger Mann mit Doppelkinn könne froh sein, eine Frau wie sie an seiner Seite zu haben. Unter Christas Ausbildern befindet sich auch Prof. Vollmers, der sich einen Namen im Bereich der Forschung gemacht hat. Ihm gefällt die junge Frau von Anfang an sehr und so unternimmt er den Versuch, ihr nahezulegen, nach ihrem bestandenen Examen in der Forschung zu arbeiten, da sie ein „analytisches Genie“ sei. Christa macht ihm jedoch klar, dass sie ihre Zukunft in der Schwarzwaldklinik an der Seite ihres Mannes sieht. Udo Brinkmann ist es sehr schnell gelungen, ein liebevolles Verhältnis zu der sechsjährigen Angie aufzubauen, der Tochter seiner Frau Katarina aus erster Ehe. Ein geplanter Urlaub des Paares mit Angie wird von Katarina kurzfristig abgesagt, da es ihr wichtig ist, an einem in New York stattfindenden Symposium teilzunehmen. Udo bleibt nichts anderes übrig, als die Entscheidung seiner Frau hinzunehmen und gemeinsam mit Angie schöne Tage im Schwarzwald zu erleben. Teil 2: Als Schwester Elke in ihrer Freizeit spätabends Poser aufsucht, um mit ihm zu sprechen, werden beide von Oberschwester Hildegard überrascht, als Elke Harry gerade in den Arm nimmt, weil ihm bei ihrer Eröffnung, dass sein Knie steif bleiben werde, die Tränen gekommen sind. Ohne Kenntnis von den Hintergründen zu haben, empört sich die Oberschwester und droht Elke an, dass das disziplinarische Konsequenzen für sie haben werde. Als die Ärzte sich auf Schwester Elkes Seite stellen, kündigt Oberschwester Hildegard ihre Stellung, da man ihre Befugnisse beschneide und in Frage stelle. Doch Brinkmann und Dr. Schäfer wirken auf sie ein, ihre Kündigung zurückzuziehen und können eine Einigung erreichen. Ein Problem gibt es allerdings weiter mit Werner Sager, dessen Arbeit in der Klinik immer wieder Anlass zur Sorge gibt. Christa besteht ihr Examen mit Bravour und wird die Schwarzwaldklinik nun als Ärztin bereichern. Auf der Party zur bestandenen Prüfung lernt Professor Brinkmann auch Dr. Vollmers persönlich kennen, dessen Veröffentlichungen er schätzt. Die Boutiquebesitzerin Ursula Ronn bringt Angie ihre Tasche zurück, die das Mädchen im Tierpark liegenlassen hatte. Angie verhält sich ablehnend ihr gegenüber und erklärt Udo auf dessen Nachfrage, dass sie Ursula nicht möge, da sie ihm schöne Auge mache. Udo stellt jedoch klar, dass er keinerlei Interesse an der Frau habe und ermahnt Angie allgemein zur Höflichkeit. Die Familie verbringt anderentags einen entspannten Tag auf ihrer Berghütte. Als Assistenzarzt Werner Sager seinen Dienst in der Notaufnahme versieht, erscheint, kurz bevor Sager durch Dr. Schäfer abgelöst werden soll, Frau Schütz mit ihrem kleinen Sohn, der Schwierigkeiten beim Atmen hat – er bekommt kaum Luft. Auf Nachfrage von Sager übergibt sie ihm den Einweisungsschein ihres Hausarztes Dr. Basler, der dort nur „Akuter Hals“ vermerkt hat. Sager zeigt sich völlig hilflos in dieser Situation. Da er keine Diagnose vorliegen hat, weiß er nicht, was er tun soll. Als das Kind zu ersticken droht, wählt er Mitranol, ein Mittel, das falscher nicht sein kann, woraufhin der Junge kollabiert. Mischa, inzwischen wieder fest als Pfleger in der Klinik angestellt, wohnt gemeinsam mit Schwester Elke dem Drama bei und ruft heimlich den Professor an. Zum Glück trifft in diesem Moment Dr. Schäfer ein und versucht, das Kind zu retten. Dann erreicht auch Professor Brinkmann in Begleitung von Christa die Klinik und stellt einen Herzstillstand bei dem Jungen fest. Verzweifelt kämpft er um dessen Leben. Gastdarsteller: Robert Atzorn: Werner Sager, Assistenzarzt; Manfred Zapatka: Harry Poser: Stuntman und Patient, späterer Lebenspartner von Schwester Elke; Rolf Schimpf: Dr. Basler, Landarzt; Franziska Bronnen: Ursula Ronn; Ursula Heyer: Frau Schröder; Sabine Postel: Frau Schütz; sowie Susanne Schaefer, Kurt Ackermann, Jürgen Michaelis, Wolf Pahlke |                              |                    |                   |                     |
| 16 | Die fromme Lüge              | 4. Jan. 1986       | Hans-Jürgen Tögel | Herbert Lichtenfeld |
| Die Wiederbelebungsversuche Brinkmanns führen letztendlich dazu, dass er den kleinen Jungen von Frau Schütz ins Leben zurückholen kann. Ob sein Gehirn durch den kurzen Sauerstoffmangel Schaden genommen hat, weiß man zu diesem Zeitpunkt noch nicht. An Sager gewandt, meint Brinkmann, er solle beten, dass das Kind keine Hirnschäden zurückbehalte. Ob ihm noch niemand gesagt habe, dass das Gehirn Sauerstoff brauche. Er habe so ziemlich alles tun dürfen, nur kein Metranol verabreichen, schnellstmögliche Überweisung an einen HNO-Facharzt in Freiburg, Herzmassage und die Lunge mit Sauerstoff versorgen, das alles hätte er gedurft. Ein Gespräch mit ihm verschiebt er auf den nächsten Tag. In diesem Gespräch rückt Sager damit heraus, dass er nur auf Wunsch seines Vaters und der Familientradition wegen Medizin studiert hat. Für seinen Vater sei das extrem wichtig, denn schon sein Urgroßvater, sein Großvater und er selbst seien Ärzte gewesen. Sein Vater sei sehr krank und sobald er nicht mehr lebe, werde er, wie von Brinkmann gefordert, seine Approbation zurückgeben, um dann Architektur zu studieren. Zum Glück aller stellt sich heraus, dass das Kind keinen Schaden genommen hat, es wird wieder vollständig gesund werden. Brinkmann kann und will Sagers Argumentation hinsichtlich seiner Gründe nicht nachvollziehen und kündigt ihm an, dass er seinen Vater aufsuchen werde, was er am nächsten Tag auch tut. Der alte Herr erwartet ihn schon und es ist offensichtlich, dass es mit ihm zu Ende geht. Der Professor bringt es nicht übers Herz, ihm die Wahrheit über Werner zu sagen. Auf dessen Nachfrage bestätigt er ihm, dass sein Sohn es schaffen werde. Über Professor Sagers Gesicht läuft ein glückliches Lächeln, bevor er meint, nun könne er beruhigt sterben, um dann die Augen für immer zu schließen. Brinkmann informiert Werner Sager darüber, dass er seinem Vater nichts gesagt habe, er aber Probleme bekommen werde, wenn er weiter als Arzt arbeiten würde. Sager junior versichert ihm, dass er das nicht tun werde, sondern wie geplant ein Architekturstudium beginnen werde. Katarina Gessner-Brinkmann ist zurück aus New York und voller neuer Eindrücke. Ihre Tochter Angie hat sich inzwischen mit einem Zirkuslöwen angefreundet, der ausbüxt, erst die Stadt in Angst und Schrecken versetzt, um dann in Brinkmanns Garten aufzutauchen, wo Angie spielt, die keinerlei Berührungsängste zeigt. Als Käti aus dem Fenster schaut, glaubt sie ihren Augen nicht trauen zu können und ruft aufgeregt bei der Polizei an. Im selben Moment erscheint Mischa, der Akten für den Professor abholen soll und bringt Angie in Sicherheit, bekommt aber selbst von der Raubkatze einen leichten Schlag versetzt. Inzwischen ist auch die Polizei zusammen mit dem Besitzer des Tieres eingetroffen. Zwischen Udo und seiner Frau kommt es zu Unstimmigkeiten, da Katarina anders als Udo fast pausenlos etwas unternehmen möchte und meint, er müsse nach der langen Zeit allein mit ihrer Tochter doch völlig ausgehungert sein nach geistigen und kulturellen Impulsen. Udo würde aber gern mehr Zeit mit Katarina allein oder zu dritt mit Angie verbringen. Das neue Kindermädchen Claudia Schubert stellt sich vor und findet schnell einen Draht zu Angie. Gastdarsteller: Robert Atzorn: Werner Sager, Assistenzarzt; Richard Münch: Prof. Eduard Sager; Erica Schramm: Ida Sager; Anja Kruse: Claudia Schubert; Sabine Postel: Frau Schütz; Joe Bodemann: Dompteur; Heinz Schimmelpfennig: Einsatzleiter bei der Polizei; |                              |                    |                   |                     |
| 17 | Der Mann mit dem Koffer      | 5. Jan. 1986       | Hans-Jürgen Tögel | Herbert Lichtenfeld |
| Dr. Basler, der Hausarzt des Sonderlings Sebastian Storch, der sich von niemandem etwas sagen lässt, kann den alten Mann dazu überreden, sich wegen seines Leistenbruchs in der Schwarzwaldklinik behandeln zu lassen. Storch lag noch nie in einem Krankenhaus. Er packt sein Geld in einen Koffer und nimmt diesen mit in die Klinik. Sich von seinem Geld zu trennen, kommt für ihn nicht in Frage. Verwaltungsdirektor Mühlmann erklärt er, dass er immer bar bezahle, als dieser die Zahlungsmodalitäten klären will. In seinem Koffer trägt er 48.720 DM mit sich herum. Er meint, er werde sein Geld, während er operiert werde, höchstens Professor Brinkmann anvertrauen. Während der Voruntersuchungen lässt er seinen Koffer nicht einen Augenblick aus den Augen. Nachdem die Operation erfolgreich durchgeführt worden ist und Storch einige Zeit später seine Rechnung in bar bei Mühlmann beglichen hat, verlässt er die Schwarzwaldklinik wieder mitsamt seinem Koffer. Schwester Elke verabschiedet sich, sie begleitet Harry Poser, der eine neue Stelle als Produktionsleiter antritt. Überraschend für Christa taucht Dr. Vollmers auf und bittet sie, einen Kaffee mit ihm zu trinken. Er macht geheimnisvolle Andeutungen. Nachdem Udo Brinkmann von seiner Frau beim Tennis versetzt wird, spielt er mit Ursula Ronn, die er zufällig dort wiedertrifft. Dass sie es darauf angelegt hat, ihm zu begegnen, weiß er da noch nicht. Als Katarina wegen einer Familienangelegenheit wieder einmal unterwegs ist und Udo sich einsam fühlt, ruft er bei Ursula Ronn an, um sich dann betrunken ins Auto zu setzen. Er fährt jedoch nicht zu ihr, sondern zu seinem Vater und Christa und meint, sie erlebten gerade die Heimkehr der verlorenen Sohnes. Man merkt ihm an, dass er sich von seiner Frau vernachlässigt fühlt. Einen Tag später ruft Katarina an, um ihm mitzuteilen, dass die Mutter ihres ersten Mannes gestorben sei. Sie ist sehr traurig und bittet Udo, den Streit zwischen ihnen zu vergessen. Sie möchte, dass alles wieder in Ordnung kommt. Udo ist sehr froh darüber. Käti macht die Bekanntschaft von Konstantin Taubricht, einem Bewohner eines Seniorendomizils. Er erzählt ihr, dass er früher Richter gewesen sei. Gastdarsteller: Carl-Heinz Schroth: Sebastian Storch, schrulliger Patient; Rolf Schimpf: Landarzt Dr. Basler; Franziska Bronnen: Ursula Ronn; Ernst Fritz Fürbringer: Konstantin Taubricht; Wolfgang Rau: Bettnachbar von Storch |                              |                    |                   |                     |
| 18 | Der Wert des Lebens          | 12. Jan. 1986      | Hans-Jürgen Tögel | Herbert Lichtenfeld |
| Annethilde Metzners Schwiegervater Friedrich ist auf unterstützende Apparaturen angewiesen, um weiterleben zu können. Metzner bezweifelt, ob es sinnvoll ist, das Leben des alten Mannes mit Hilfe der kostspieligen Apparatemedizin zu verlängern. Sie vertritt die Ansicht, dass Ärzte und Pharmaindustrie sich eine goldene Nase an derartigen Patienten verdienen würden. Zusammen mit ihrem Mann sucht sie das Gespräch mit Prof. Brinkmann, der wenig Verständnis für eine solche Haltung zeigt. Als sie auf die Kosten zu sprechen kommt, reagiert Brinkmann sehr unwirsch und meint, der alte Herr wolle leben und nicht sterben. Zudem könne er selbst bestimmen, wofür er sein Geld ausgebe. Die Metzners hatten nämlich durchblicken lassen, dass ihr Elektrohandel momentan nicht sehr gut laufe. Dann jedoch hat Alwin Metzner einen durch einen Herzinfarkt bedingten Autounfall und ist auf eben diese Gerätemedizin angewiesen, nur sie bewahrt ihn vor dem Tod. Beschämt muss Annethilde Metzner sich eingestehen, dass der Wert des Lebens mit nichts aufzuwiegen ist. Vollmers möchte, dass Christa an einem Forschungsprojekt mitarbeitet, dessen Laufzeit verlängert worden ist, und an dem sie schon in der Vergangenheit beteiligt war. Christa meint, er solle ihren Mann fragen, ob er damit einverstanden sei. Die Sache wird durch ein Missverständnis komplizierter als sie sein müsste. Brinkmanns Käti, viel mehr als eine Haushälterin, trägt sich mit dem Gedanken in die Seniorenresidenz zu ziehen, in der Konstantin Taubricht lebt, mit dem Käti sich seit längerem trifft. Käti kommt nur schwer damit zurecht, dass sie alt wird und ab und an etwas vergisst. So steigert sie sich in die Vorstellung hinein, dass man sie loswerden wolle. Sie kündigt. Gastdarsteller: Witta Pohl: Annethilde Metzner; Gerd Baltus: Alwin Metzner, der bankrotte Mann von Annethilde Metzner; Ernst von Klipstein: Friedrich Metzner; Ernst Fritz Fürbringer: Konstantin Taubricht, der Mann, bei dem Käthi kurz einzieht; sowie Axel Helmuth Ganz |                              |                    |                   |                     |
| 19 | Hochzeitstag                 | 18. Jan. 1986      | Hans-Jürgen Tögel | Herbert Lichtenfeld |
| Wiebke Busch, eine sehr gute Reiterin, die ab und an etwas waghalsig ist, ist mit dem Sohn des Rennstallbesitzers Holger Boldt eng befreundet. Auf einem ihrer Ausritte scheut Wiebkes Pferd und wirft sie ab. Wiebke fällt unglücklich und trägt eine schwere Gehirnerschütterung davon, was dazu führt, dass sie tagelang bewusstlos bleibt. Von Mischa erfährt Brinkmann, dass Holger Boldt sich nie am Wiebkes Krankenbett sehen lässt, Wiebkes ehemaliger Freund Robert Lösch hingegen täglich an ihrem Bett sitzt. Brinkmann spricht mit Robert, der klarmacht, dass er nur möchte, dass Wiebke wieder gesund wird, auch wenn sie sich dann wieder Holger zuwenden würde. Er werde das schon verkraften. Als Wiebke Busch wieder zu sich kommt, meint Brinkmann, das sei ein großes Wunder. Christa ist in Freiburg wegen des Forschungsprojekts mit Vollmer, in das sie eingebunden ist. Da die Brinkmanns Hochzeitstag haben, will Klaus Brinkmann seine Frau in Freiburg überraschen. Durchs Fenster des Instituts sieht er, wie herzlich Christa und Vollmers miteinander umgehen und zieht sich zurück. Als Vollmers dann auch noch mit in Christas Hotel geht, zieht er völlig falsche Schlüsse und fährt zurück nach Hause. Von Käti erfährt er, dass sein Hochzeitstag nicht der 24. August, sondern der 24. September sei, er also einen ganzen Monat zu früh dran sei. Nach einem Gespräch mit Käti beschließt Christa, die Sache mit ihrem Mann sofort zu klären. Sie kann ihn davon überzeugen, dass er keinen Grund hat, eifersüchtig zu sein. Obwohl noch kein Hochzeitstag ist, darf sie ihr Geschenk, einen goldenen Armreif, auspacken. Wie es aussieht, spielt Käti ernsthaft mit dem Gedanken, sich zur Ruhe zu setzen. Sie ist jetzt öfter mit Konstantin Taubricht zusammen. Sie bemerkt zwar, dass er sehr pingelig ist, will das aber nicht wirklich zur Kenntnis nehmen. Brinkmann hat einige Damen bestellt, die sich um Kätis Stelle beworben haben. Die erste, Caroline Pillgrim, hat zuvor bei einem Künstler gearbeitet, sie ist empört, dass zum Haushalt ein Hund gehört und zieht schimpfend von dannen. Die zweite, Frau Esch, war in einem hochherrschaftlichen Haus beschäftigt, wie sie betont, und daran gewöhnt, Personal zu haben. Ihre Aufgabe bestand darin, dieses zu beaufsichtigen. Sie verabschiedet sich sehr schnell und zeigt deutlich, dass sie es als Zumutung empfindet, ihr eine solche Stelle zu offerieren. Als dritte stellt sich Carsta Michaelis vor. Sie will wissen, ob dies ein christliches Haus sei. Sie hat zuvor bei einem Pfarrer gearbeitet. Sie will Bescheid geben, ob sie die Stelle annimmt. Am liebsten würden die Brinkmanns natürlich Käti behalten. Christa Brinkmann bekommt telefonisch eine Zusage von Frau Michaelis. Zwischen Udo und Katarina gibt es erneut Streitigkeiten, als Katarina feststellt, dass sie schwanger ist. Sie will kein weiteres Kind. Gastdarsteller: Ernst Fritz Fürbringer: Konstantin Taubricht; Roswitha Schreiner: Wiebke Busch; Tobias Hoesl: Robert Lösch, Wiebke Buschs Exfreund; Urs Remond: Holger Boldt, Freund von Wiebke Busch; Evelyn Hamann: Carsta Michaelis; Evelyn Gressmann: Frau Esch, die sich bei Brinkmanns als Haushälterin bewirbt; Elisabeth Wiedemann: Caroline Pillgrim, wie zuvor; Katharina Matz: Wiebke Buschs Mutter |                              |                    |                   |                     |
| 20 | Das Findelkind               | 26. Jan. 1986      | Hans-Jürgen Tögel | Herbert Lichtenfeld |
| Am Eingang der Klinik wird ein Baby gefunden. Frau Kolb, die mit einer Totgeburt zurechtkommen muss, kümmert sich liebevoll um das Neugeborene, das sie zu sich nehmen will. Sie hegt die Hoffnung, den kleinen Felix, wie man das Baby genannt hat, adoptieren zu können. Die Mutter des Neugeborenen, Frau Braun, kann schnell ausfindig gemacht werden. Sie erscheint in der Klinik, um ihr Kind zu sehen. Christa Brinkmann vermittelt ein Gespräch zwischen ihr und Frau Kolb. Sie zeigt viel Verständnis für die Situation der Mutter, die keinen anderen Weg wusste. Käti zieht – erst einmal auf Probe – zu dem ehemaligen Kammerpräsidenten Taubricht in seine Wohnung in der Seniorenresidenz. Ihre Stippvisite dauert jedoch nicht lange, noch am selben Tag ist sie zurück im Hause Brinkmann und lässt Klaus wissen, dass sie sich „von so einem verknöcherten Holzklotz“ nicht unterdrücken lassen werde. Wiebke Busch, die auf dem Weg der Genesung ist, entscheidet sich endgültig für ihren Ex-Freund Robert Lösch, denn er war es, der sich während ihrer Krankheit liebevoll und intensiv um sie gekümmert hatte. Holger Boldt nimmt das eher gelassen hin. Zwischen Udo und Katarina kommt es erneut zum Streit, Katarina ist wütend, dass Udo Angie gegenüber durchblicken lassen hat, dass sie ein Geschwisterchen bekommen werde. Sie macht ihm Vorwürfe, dass ja nicht er es sei, der vor allem beruflich zurückstecken müsse und es noch lange nicht klar sei, ob sie das Kind überhaupt behalten werde. Angie bekommt das Streitgespräch mit, ist verunsichert und läuft von zu Hause weg. Katarina hat nichts Besseres zu tun, als Udo dafür verantwortlich zu machen und schreit ihn an, ob er das gewollt habe!? Gastdarsteller: Karin Baal: Olga Kolb, die eine Totgeburt hatte; Karl-Heinz Gierke: Herr Kolb; Andreina de Martin: Frau Braun, Mutter des Findelkindes Felix, Roswitha Schreiner: Wiebke Busch; Ernst Fritz Fürbringer: Konstantin Taubricht; Tobias Hoesl: Robert Lösch; Urs Remond: Holger Boldt; Katharina Matz: Wiebke Buschs Mutter; Ruth Wielandt: Schwester |                              |                    |                   |                     |
| 21 | Gewalt im Spiel              | 1. Feb. 1986       | Hans-Jürgen Tögel | Herbert Lichtenfeld |
| Udo ist mit dem Rad unterwegs auf der Suche nach seiner Stieftochter Angie, die von zu Hause weggelaufen ist. Zur selben Zeit führen Hajo Metzger und dessen Freund Alf Röder nichts Gutes im Schilde, sie passen eine junge Frau ab, stülpen ihr einen Sack über den Kopf und vergewaltigen sie. Udo kommt auf seiner Suche am Alten Weiher, wo das ganze passiert ist, vorbei und versucht die junge Frau zu beruhigen, um dann die Polizei zu benachrichtigen. Als Udo bei seiner weiteren Suche plötzlich einen Hund bellen hört, stößt er auch auf Angie, die sich im Bahnhofsgebäude aufhält. Angie meint zu Udo, ihre Mama habe sich sicher keine Sorgen um sie gemacht, sie wolle das Baby nicht und habe sie bestimmt damals auch nicht gewollt. Katarina schafft Tatsachen und lässt das Kind am nächsten Tag abtreiben, ohne noch einmal mit Udo darüber zu sprechen. Sie könne eine Stelle als Chefanästhesistin in Hamburg antreten und sie wolle diese Stelle. Udo findet nun nichts mehr dabei, sich mit Ursula Ronn zu vergnügen, dass er das allerdings in seinem Zuhause tut und Katarina frühzeitig von einem Besuch zurückkehrt, und ihn erwischt, lässt die Ehe der beiden endgültig scheitern. Astrid Funkel, so heißt die junge Frau, über die die zwei Männer hergefallen sind, will keine Aussage machen. Christa Brinkmann versteht nicht, wieso sie das tut. Astrids Bruder erklärt ihr später, dass vor etwa einem Jahr schon einmal jemand über sie hergefallen sei und eine Anzeige nichts bewirkt habe. Hajo Metzger, einer der Vergewaltiger, wird von seinem Vater gedeckt, der ahnt, was sein Sohn getan hat. Metzger wird nur wenig später mit schweren Stichverletzungen im Genitalbereich in die Schwarzwaldklinik eingeliefert. Nicht nur Prof. Brinkmann zieht daraus die richtigen Schlüsse. Hajo ist völlig von seinem Vater abhängig, der will, dass er für sich behält, dass er den Bruder von Astrid Funkel erkannt hat. Das würde nur auf sie selbst zurückfallen. Frau Michaelis tritt ihren Dienst als Haushälterin im Hause Brinkmann an. Gastdarsteller: Pierre Franckh: Vergewaltiger Hajo Metzger; Horst Niendorf: Albert Metzger, Hajos Vater; Eberhard Feik: Dureck, Kriminalbeamter; Marina Krauser: Astrid Funkel, Vergewaltigungsopfer; Alexander Osteroth: Paul Funkel; Wolf-Dieter Kabler: Alf Röder, Freund von Hajo Metzger |                              |                    |                   |                     |
| 22 | Prost, Herr Professor!       | 9. Feb. 1986       | Hans-Jürgen Tögel | Herbert Lichtenfeld |
| Josef Lambert liegt in der Schwarzwaldklinik. Er ist Alkoholiker und sterbenskrank – Leberzirrhose. Prof. Brinkmann kennt Lambert gut und ist hin- und hergerissen zwischen dem, was er tun müsste und dem, was die Menschlichkeit ihm gebietet. Lambert meint, das wäre komisch mit den Menschen, bei einem Krebskranken käme doch auch niemand auf die Idee, ihm zu sagen, er solle die blöden Metastasen ausspucken, bei einem Trinker hingegen… Katarina Gessner-Brinkmann meint in einem Gespräch mit Christa Brinkmann, Udo sei nicht mehr der Mann, den sie geheiratet habe, er habe eine Mutter gesucht und als er gemerkt habe, dass sie das nicht sein könne, habe er sie zur Mutter seiner Kinder machen wollen – mit allen Mitteln. Prof. Brinkmann soll in einer feierlichen Veranstaltung zum Ehrenbürger der Stadt ernannt werden. Die abendliche öffentliche Ehrung ist Brinkmann eher unangenehm. Alles, was Rang und Namen hat, ist anwesend. Zur selben Zeit geht es Lambert zunehmend schlechter. Er bietet dem Pfleger Mischa und dem diensthabenden Arzt Dr. Wolter mehrere hundert Deutsche Mark an für einen einzigen Schnaps. Mischa bedauert, er dürfe das nicht. Dr. Wolter holt Brinkmann von der feierlichen Veranstaltung an Lamberts Sterbebett. Lambert bittet nun Brinkmann darum, ihm einen letzten Schnaps zu bringen. Vor Lamberts Zimmer stößt der Professor auf Mischa, der den letzten Wunsch des Sterbenden ebenfalls erfüllen wollte. Lambert bittet Brinkmann einen Schluck mit ihm zusammen zu trinken. Dankbar meint er, sein Freund bleibe Brinkmann auch auf der anderen Seite. Vor dem Tod habe er keine Angst, Angst habe er immer nur vor dem Leben gehabt. Sein Sterben dauert lange. Als Christa Brinkmann erscheint und ihrem Mann Vorhaltungen macht, antwortet er, ja, es habe lange gedauert, Lamberts Sterben, der sei nie öffentlich geehrt worden. Zweimal sei er verschüttet worden, das zweite Mal hätte er verhindern können, er sei zurück in ein halb eingestürztes Haus, ein Kinderheim, als es geheißen habe, dass dort noch Kinder seien. Er habe gewühlt und fünf Kinder gerettet, dann sei der Rest des Hauses über ihm eingestürzt. Aber einen Orden habe er dafür nicht bekommen. Seit dieser Zeit trinke er. Christa entschuldigt sich bei ihrem Mann und meint, sie habe wirklich nicht richtig nachgedacht. Dr. Schäfer kündigt, da sein Rheuma es nicht mehr zulässt, dass er weiter operiert. Brinkmann will sich nach einer Dozentenstelle für ihm umhören. Zwischen Udo und Claudia kommt es zu einem ersten Kuss. Am anderen Morgen stellt Angie fest, als sie zu Claudia will, dass Udo und sie in einem Bett liegen. Gastdarsteller: Hans Jürgen Diedrich: Josef Lambert, an Leberzirrhose erkrankter Patient; Hartmut Kollakowsky: Elgert, der seinen ehem. Chef Lambert mit Schnaps versorgt; Franziska Bronnen: Ursula Ronn; Roland Kreuzer: Bürgermeister |                              |                    |                   |                     |
| 23 | Steinschlag                  | 30. Sep. 1987      | Hans-Jürgen Tögel | Herbert Lichtenfeld |
| Willis Lehrer, Herr Mattis, will von ihm wissen, warum er sich nicht zum Sport umziehe, dabei stellt er fest, dass der Junge erhebliche Verletzungen hat. Es ist nicht das erste Mal, wie er aus der Vergangenheit weiß. Er erzählt Klaus und Udo Brinkmann, dass der Untermieter von Willis Mutter Gertrud für Willis Verletzungen verantwortlich sei. Er misshandle ihn, wenn ihm irgendetwas nicht passe, Willis Mutter schlage er übrigens auch. Das wüsste jeder, aber niemand wolle sich einmischen. Dem Jugendamt gegenüber komme es dauernd zu Rücknahmen von erst gemachten Aussagen. Dr. Römer warnt Brinkmann, er sei infarktgefährdet und will, dass er als erstes mit dem Rauchen aufhört. Christa war bei ihrem Frauenarzt, um sich bestätigen zu lassen, was sie ohnehin schon ahnte, sie ist schwanger. Als sie den Versuch macht, es ihrem Mann zu sagen, kommt erst dauernd etwas dazwischen, und dann passiert etwas, womit niemand gerechnet hat. Käti ist beim Mittagsschlaf auf der Liege für immer eingeschlafen. Ein Schock für alle, aber ein besonders schwerer Schlag für Brinkmann. Als Christa Taubricht davon erzählt, der auf „ihrer gemeinsamen“ Bank auf Käti wartet, nachdem beide ihre Treffen dort nach einer kurzen Pause wieder aufgenommen haben, ist der alte Herr ehrlich betroffen. Zur Beerdigung von Käti ist das passende Wetter, es regnet im Strömen. Mattis begleitet seinen Schüler erneut in die Schwarzwaldklinik. Willi behauptet, vom Baum gefallen zu sein, das heile schon wieder. Als man ihm nicht glaubt, erzählt er, es habe eine Keilerei zwischen ihm und drei Jungs gegeben, er habe diese nicht gekannt. Willis Mutter Gertrud Meldorf spricht bei Brinkmann vor. Ihre Haltung ist von starker Ablehnung geprägt. Nachdem Willi dem Jugendamt gegenüber die Wahrheit gesagt hat, will seine Mutter, dass er lügt und wirkt entsprechend auf ihr Kind ein, bis Willi alles, was er gesagt hat, widerruft. Kaum sind Mutter und Sohn wieder zuhause, taucht Pesch auf und fällt brutal über beide her. Wegen ihrer Misshandlungen muss Willis Mutter in der Klinik behandelt werden. Sie erzählt, dass Willi verschwunden sei. Sie gibt zwar diesmal zu, dass Pesch verantwortlich für ihre und Willis Verletzungen ist, verlässt dann aber spätabends die Klinik heimlich. Anderentags – sie erscheint zusammen mit Pesch, der diesmal nüchtern ist – tut sie so, als sei alles in bester Ordnung und eigentlich Willi dafür verantwortlich, dass es immer wieder Unruhe in der Familie gebe. Als Pesch mit Willi allein ist, nimmt er ihm das Geld, das er dem Jungen am Morgen geschenkt hat, wieder ab und verlangt, dass Willi ihm dafür einen Flachmann besorgt, wobei er ihm gleichzeitig droht, ihn „zum Krüppel“ zu schlagen. Als Willi ein Messer zückt, kann er ihm dieses erst einmal wegnehmen. Als Willi daraufhin wegläuft, verfolgt Pesch ihn Drohungen ausstoßend mit dem Messer in der Hand die Treppe hinunter und stürzt. Kurz darauf erfährt Brinkmann, dass Pesch in die Klinik eingeliefert wurde, es besteht Lebensgefahr. Kurz bevor er operiert werden soll, stirbt Konrad Pesch jedoch – Herzstillstand. Brinkmann erzählt Willis Mutter, dass Pesch tot ist. Sie ahnt sogleich, dass er auf Willi losgegangen sein muss, der nur noch einen Ausweg gesehen haben muss. Da Prof. Brinkmann auch heute wieder länger in der Klinik zu tun hat, gibt Christa Brinkmann Prof. Vollmers nach, der wieder einmal da ist, und geht mit ihm spazieren. Da er deutlich macht, wie sehr er an ihr interessiert ist, erzählt sie ihm von ihrer Schwangerschaft. Anderentags machen die beiden einen Ausflug. Ganz plötzlich kommt es zu einem Steinschlag, Vollmers kann sich gerade noch über Christa beugen, um sie vor den herniederprasselnden Steinen mit seinem Körper zu schützen Gastdarsteller: Jürgen Schmidt: Konrad Pesch; Loni von Friedl: Gertrud Meldorf, Willis Mutter; Paul Herwig: Willi; Sigmar Solbach: Mattis, Willis Lehrer; Wolfram Schaerf: Christas Gynäkologe; Ernst Fritz Fürbringer: Konstantin Taubricht; Edgar Maschmann, Klaus Peeck: Herren vom Jugendamt |                              |                    |                   |                     |
| 24 | Ein Kind, ein Kind, ein Kind | 15. Feb. 1986      | Hans-Jürgen Tögel | Herbert Lichtenfeld |
| Die verständigte Rettungswacht birgt den schwer verletzten Dr. Vollmers und Christa Brinkmann. Ein plötzlicher Steinschlag hat dazu geführt, dass beide verletzt sind und in die Klinik abtransportiert werden müssen. Bei Vollmers wird ein schweres Thoraxtrauma diagnostiziert. In der Klinik kommt es zu einem Kreislaufkollaps bei Vollmers, innerliche Blutungen könnten dafür mitverantwortlich sein. Christa ist mit Hautabschürfungen und leichteren Verletzungen davongekommen. Brinkmann operiert Vollmers, sein Zustand ist sehr ernst. Man merkt ihm an, dass er sich Gedanken über Vollmers und seine Frau macht, die in eine seltsame Richtung gehen. Von seinem Kollegen Römer erfährt Brinkmann, dass Christa ein Kind erwartet. Das bringt ihn zur Vernunft. Er spricht sich endlich mit seiner Frau aus und lässt sie wissen, wie sehr er sich darüber freut, noch einmal Vater zu werden. Nachdem Vollmers über den Berg ist, bedankt sich Brinkmann bei ihm für die Rettung Christas und die seines ungeborenen Kindes. Vollmers spielt das charmant herunter. Pfleger Mischa ist gemeinsam mit Dr. Basler und anderen Umweltschützern im Wald unterwegs. Die Männer sind der Ansicht, das massive Baumsterben hänge auch mit der Großmann AG zusammen. Man müsse endlich einmal etwas unternehmen. Geredet worden sei lange genug. Wenig später dringen die Umweltschützer auf das Gelände der Großmann AG vor. Die Polizei rückt an und fordert die Demonstrierenden auf, das Gelände umgehend zu verlassen. Als niemand der Aufforderung folgt, kommen Wasserwerfer zum Einsatz. Dabei wird Dr. Basler ebenso wie ein Angestellter der Großmann AG namens Kritz verletzt. Beide landen gemeinsam in einem Zimmer in der Schwarzwaldklinik. Wechselseitig tauschen sie Argumente aus, wobei es teils ganz schön laut zugeht. Udo Brinkmann und Claudia Schubert sind glücklich miteinander. Claudia hat sich entschlossen, nicht mit Katarina Gessner und Angie nach Hamburg zu gehen, sondern bei Udo zu bleiben. Katarina wird von Prof. Brinkmann verabschiedet, sie tritt ihren Posten als Chefanästhesistin in Hamburg an und Dr. Schäfer verlässt die Schwarzwaldklinik ebenfalls, um als Dozent an der Medizinischen Hochschule in Hannover zu lehren. Als die Brinkmanns gemeinsam mit Frau Michaelis über den Markt schlendern, erfahren sie, dass Carsta Michaelis eine uneheliche Tochter hat, sie laden die sympathische junge Frau nachmittags zum Kaffee ein. Das Verhältnis zwischen Carsta Michaelis und den Brinkmanns gewinnt dadurch an Qualität und entspannt sich hinsichtlich der eisernen Grundsätze, die Michaelis bisher gewahrt wissen wollte. Gastdarsteller: Rolf Schimpf: Dr. Basler; Bruno Dallansky: Kritz, Werkschutzmeister; Regina Sattler: Isolde Michaelis, Carstas Tochter; Ernst Fritz Fürbringer: Konstantin Taubricht |                              |                    |                   |                     |
| 25 | Der Infarkt                  | 23. Feb. 1986      | Hans-Jürgen Tögel | Herbert Lichtenfeld |
| Vanessa Bodenstedt trifft in der Schwarzwaldklinik ein. Sie fährt mit einer Luxuslimousine mit Chauffeur vor und sehr viel Gepäck. Sie scheint der Meinung zu sein, dass sich in der Klinik alles um sie drehen müsse. Oberschwester Hildegard fährt sie an, sie habe zweimal geläutet, das bedeute, sie erwarte den Professor. Die Oberschwester versucht, sie mit einer gewissen Portion Ironie darauf hinzuweisen, dass Brinkmann von frühan im Einsatz sei und im Moment wieder operiere. Kurze Zeit später erleidet der Professor im Beisein seines Sohnes einen Schwächeanfall, spielt das aber herunter. Ein Gespräch, das Brinkmann kurz darauf mit Vanessa Bodenstedt führt, zeigt, dass die Patientin, die sich alle möglichen Leiden einbildet, einfach nur unter Langeweile leidet. Dr. Schübel fängt nach einem Gespräch mit Prof. Brinkmann als Ersatz für Dr. Schäfer zunächst in der Schwarzwaldklinik an. Dr. Marker weist einen Patienten mit einer Magenperforation in die Schwarzwaldklinik ein. Dr. Wolter ist der Meinung, dass der Professor sich das unbedingt ansehen solle. Brinkmann steht jedoch gerade seiner Frau bei, die in den Wehen liegt. Sie schickt ihn weg und meint, der Patient brauche ihn wahrscheinlicher dringender, sie komme schon zurecht. Während Christa einem kleinen Sohn das Leben schenkt, bricht der Professor während der Operation zusammen – Herzinfarkt. Man bringt ihn auf die Intensivstation. Dr. Römer ist sehr besorgt. Udo bringt derweil die Operation zu Ende. Die akute Gefahr die bei Prof. Brinkmann gegeben war, ist erst einmal gebannt. Dr. Wolter teilt Udo Brinkmann mit, dass sein Vater einen sehr schweren Infarkt erlitten habe. Es ist nun an Udo, Christa darüber zu unterrichten, dass sein Vater einen Herzinfarkt hatte. Es sei nicht leicht, aber beileibe nicht hoffnungslos. Für Udo ist das alles ein bisschen viel. Er weint in Christas Armen. Als Vanessa Bodenstedt vergeblich nach dem Professor verlangt, der auf der Intensivstation liegt, kann Udo nicht umhin, sie zurechtzustutzen. Vanessa Bodenstedt verlässt daraufhin beleidigt die Klinik, was vor allem von Verwaltungsdirektor Mühlmann bedauert wird, da Privatpatienten lukrativ seien. Zwei Tage später kann Christa dem Professor, der wieder ansprechbar ist, von seinem Sohn erzählen. Auch Dr. Marker stattet Brinkmann einen Besuch ab. Dann erscheint auch noch Christa mit dem Baby, des Weiteren stellen sich Carla Michaelis sowie Udo und Claudia an seinem Krankenbett ein. Carsta Michaelis Verhältnis zu den Brinkmanns hat sich inzwischen von einem reinen Dienstverhältnis in ein fast freundschaftliches verändert. So achtet sie darauf, dass Christa Brinkmann sich schont und der Professor endlich mit dem Rauchen aufhört. Gastdarsteller: Nadja Tiller: Vanessa Bodenstedt, anspruchsvolle Patientin; Wolfgang Kieling: Dr. Marker; Volker Brandt: Dr. Schübel; Marita Fliege: Sprechstundenhilfe bei Dr. Marker; Heinz Fabian; Hartmut, Vanessa Bodenstedts Chauffeur; Wolfram Schaerf: Christas Frauenarzt |                              |                    |                   |                     |